# Vísky (zámek)
Vísky jsou zámek v obci Trnová v okrese Plzeň-sever, který je od roku 1995 v soukromém vlastnictví.

## Tvrz Ježlový
Na místě zámečku stávala v 16. století tvrz Ježlový. Ta náležela ke Krašovicím. První písemná zmínka o ní pochází z roku 1386 z pera Jetřicha z Ježlového, který mimo jiné založil hrad Gutštejn a svůj rod nechal nazývat pánové z Gutštejna. Od té doby náležela tvrz pánům z Gutštejna. Za husitských válek v roce 1419 byla tvrz i ves úplně zničena a už nebyla obnovena. Roku 1520 Jan z Gutštejna prodal své všerubské panství, kam spadala i tvrz Ježlový, Petrovi z Kokořova. Poté již pustá tvrz Ježlový byla v roce 1561 připojena k panství hradu Bělá, která patřila Šebastiánovi Markvartovi. Panství bylo roku 1623 Markvartům zabaveno a prodáno Vilému z Vřesovic. Až v roce 1660 se samotná tvrz konečně dostala do majetku Františka Steinbacha z Krašovic. Ten tuto pustinu začal dávat do pořádku a mezi lety 1680–1690 postavil poplužní dvůr, kravín, ovčín a myslivnu. Nová osada dostala název Vísky.

## Vísky
Josef Rab koupil krašovický statek roku 1804 a nechal z něj zbudovat pozdně barokní zámeček. Byla to obdélná, patrová budova. Na východní straně bylo přistavěno obytné křídlo, hospodářské budovy a malý obytný přístavek. Budovy uzavíraly celý komplex do čtverce. Okolo se rozléhal park a před bránou do zámku stála barokní polygonální kaplička. V roce 1833 patřil ke statku ještě rybník Hamr a kovárna. Jméno Ježlový bylo zapomenuto. Po smrti Josefa zdědil zámeček jeho syn Antonín a poté jeho dcera Marie, provdaná za pána Pidolla z Anintenbachu. Její manžel se o velkostatek nestaral a ona sama se v hospodářství nevyznala. Zámek se tak začal zadlužovat. V roce 1874 došlo k rozdělení krašovického a víseckého dvora. Marie se stále snažila zámek zachránit a tak v roce 1880 založila továrnu na zpracování kaolinu. Osudu ale neunikla a byla ze statku vypuzena a odkázána na veřejnou dobročinnost.
Zámek s velkostatkem levně odkoupil obchodník z Prahy Isidor Schmiedel. Ale brzy se ukázalo, že hodnota velkostatku je mnohem vyšší, protože na pozemcích Víseckého panství byla nalezena ložiska kaolinu. Po smrti Isidora v roce 1895 přešlo panství na jeho syna Maxmiliána Schmiedla. Ten se o panství staral, a díky němu přežila vísecká továrna na zpracování kaolinu první světovou válku a konkurenci z nedaleké Horní Břízy. Maxmilián Schmiedl se těšil velké oblibě zaměstnanců a všeobecné vážnosti. Zemřel 27. prosince 1927 jako majitel kaolinové továrny a velkostatku Vísky.
Dědici velkého majetku se stali jeho synovci František, Ferdinand a Jiří Goldegg-Lindenburgové. Ferdinand a Jiří se přestěhovali do Vísek a zámek velmi nákladně opravili, čímž dostali domovské právo. Oproti Maxmiliánovi neměli velké podnikatelské ambice a kaolinku pronajali konkurenci, což vzbudilo u zaměstnanců velkou nelibost. Jiří se staral o zámek a Ferdinand se věnoval lesnímu hospodářství. Když začala druhá světová válka, Ferdinand odešel na německou frontu a Jiří zůstal ve Vískách. Jiří Goldegg byl 6. května 1945 zatčen a obviněn ze spolupráce s Němci. Celá jeho rodina byla v zámku střežena, tedy kromě Ferdinanda a Františka, kteří ve válce padli. Od 7. května 1945 bylo na zámku ubytováno ruské vojsko. Veškerý majetek Jiřího Goldegga byl zabaven a po následující desetiletí byl zámek Vísky využíván národním výborem, zemědělským družstvem, jednu dobu tam byla i dětská ozdravovna a nakonec zámek sloužil jako sklad civilní obrany. Kaplička před zámkem byla zbořena v osmdesátých letech 20. století.
V roce 1995 koupili zchátralý objekt manželé Dajbychovi, díky kterým byl zámek a hospodářské budovy postupně zrenovovány. Snažili se zámku ponechat původní podobu. V roce 2001 přibyla krytá jezdecká hala a v roce 2002 venkovní jízdárna. Zpět se vrátila kaplička, která byla 8. září 2002 vysvěcena Panně Marii a slouží se tam pravidelně Vánoční mše (na Štepána 26.12). Přilehlé budovy složí k výcviku sportovních koní a chovu ovcí. Každoročně se zde také konají závody v parkurovém skákání.